# Winston Bogarde
Winston Lee Hendrie Bogarde (Rotterdam, 22. listopada 1970.) je bivši nizozemski nogometaš i nacionalni reprezentativac.
Kao igrača, odlikovala ga je ogromna fizička snaga te je uglavnom igrao na položaju središnjeg braniča. Tijekom karijere u Chelseaju postao je najpoznatiji po tome što u posljednje tri sezone nije odigrao niti jednu premijerligašku utakmicu. Iako je mogao privremeno napustiti klub i pronaći novu destinaciju, Bogarde se zadržao u londonskoj momčadi zbog unosnog ugovora.
S reprezentacijom Nizozemske nastupio je na jednom europskom (Engleska 1996.) i jednom svjetskom (Francuska 1998.) prvenstvu.

## Karijera

### Klupska karijera

#### Nizozemska
Bogarde je nogometnu karijeru započeo u drugoligašu SVV-u kao krilni igrač dok 1991. prelazi u Spartu iz rodnog Rotterdama. U klubu je igrao tri godine nakon čega prelazi u redove giganta Ajaxa. 
Već u prvoj sezoni Bogarde je s amsterdamskim klubom osvojio peterostruku krunu (Eredivisie, nizozemski Superkup, Ligu prvaka, Superkup Europe te Interkontinentalni kup). To je jedna od najuspješnijih Ajaxovih sezona u povijesti.

#### Inozemstvo
Talijanski AC Milan dovodi Bogardea u klub 1997. ali je ondje ostvario svega tri nastupa u Serie A. Zbog toga ga klub tijekom zimskog prijelaznog roka u siječnju 1998. prodaje katalonskoj FC Barceloni koju je tada trenirao igračev sunarodnjak Louis van Gaal. Tijekom dvije godine provedene ondje, Winston je s klubom osvojio dva španjolska naslova te po jedan Kup kralja i Superkup Europe.
Uoči sezone 2000./01. Winston Bogarde potpisuje za Chelsea nakon savjeta Marija Melchiota da mu se pridruži u londonskom klubu. Momčad je tada trenirao Gianluca Vialli koji nije niti znao da klub dovodi novog igrača, odnosno o tome ga nije obavijestio sportski direktor Colin Hutchinson. Nekoliko tjedana nakon potpisivanja ugovora, klub preuzima Claudio Ranieri koji je zahtijevao da Bogarde napusti Chelsea.
Igrač je smatrao da će teško pronaći klub koji će mu ponuditi ugovor usporediv s onim u Chelseaju te je odlučio ostati u Londonu. Tamo je trenirao odvojen od prve momčadi. I sam igrač je izjavio da je redovito trenirao ali je rijetko igrao u klubu. Cijelu situaciju je prokomentirao riječima: "Zašto bih trebao baciti 15 milijuna eura koji su već moji. U trenutku potpisivanja ugovora to je postao moj novac."
Bogarde je tijekom četiri godine u klubu odigrao svega 11 prvenstvenih utakmica. Tijekom tog razdoblja, Chelsea je osvojio FA Community Shield čime je igrač (prema ugovoru) zaradio dodatni bonus unatoč činjenici što te sezone nije odigrao niti jednu utakmicu.
Tijekom tog razdoblja klub se u više navrata pokušao riješiti igrača stavljajući ga u rezervnu ili juniorsku momčad. Također, postao je i predmetom ismijavanja u engleskom tisku zbog navodne sebičnosti. Winston je te glasine komentirao: "Sve se u svijetu vrti oko novca, pa ako vam se ponude milijuni, vi ih uzimate. Malo ljudi će zaraditi toliko a ja sam jedan od nekoliko sretnika kojima je to uspjelo. Mogu biti jedna od najgorih kupnji u Premiershipu ali nije me briga."
8. studenog 2005. igrač je najavio povlačenje iz profesionalnog nogometa jer nije uspio pronaći novi klub nakon odlaska iz Chelseaja.

### Reprezentativna karijera
Zbog odličnih igara u amsterdamskom Ajaxu, Bogardea je tadašnji izbornik Guus Hiddink stavio na popis reprezentativaca za EURO 1996. u Engleskoj a kasnije i za Svjetsko prvenstvo 1998. u Francuskoj.
Na Mundijalu je Winston Bogarde imao mogućnost igrati u prvoj momčadi u polufinalu protiv Brazila. Naime, trebao je mijenjati Arthura Numana zbog isključenja protiv Argentine. Nažalost, igrač je tijekom treninga ozlijedio goljeničnu kost te je hospitaliziran a u konačnici je u prvih 11 igrao Phillip Cocu.

## Osvojeni trofeji

### Klupski trofeji
| Klub         | Trofej                 | Sezona / godina |
| Nizozemska   | Nizozemska             | Nizozemska      |
| ------------ | ---------------------- | --------------- |
| Ajax         | nizozemski Superkup    | 1994.           |
| Ajax         | nizozemsko prvenstvo   | 1994./95.       |
| Ajax         | Liga prvaka            | 1994./95.       |
| Ajax         | nizozemski Superkup    | 1995.           |
| Ajax         | Superkup Europe        | 1995.           |
| Ajax         | Interkontinentalni kup | 1995.           |
| Ajax         | nizozemsko prvenstvo   | 1995./96.       |
| Španjolska   |                        |                 |
| FC Barcelona | Superkup Europe        | 1997.           |
| FC Barcelona | La Liga                | 1997./98.       |
| FC Barcelona | Kup kralja             | 1998.           |
| FC Barcelona | La Liga                | 1998./99.       |

## Vanjske poveznice
- Profil i statistika igrača na Wereld van Oranje  Arhivirana inačica izvorne stranice od 30. rujna 2011. (Wayback Machine)
- Statistika igrača na Soccerbase.com  Arhivirana inačica izvorne stranice od 13. rujna 2005. (Wayback Machine)
- BDFutbol.com
- Nationa Football Teams
- FIFA.com  Arhivirana inačica izvorne stranice od 9. studenoga 2012. (Wayback Machine)